# Soldotna
Soldotna est une ville d'Alaska aux États-Unis, appartenant au borough de la péninsule de Kenai. Sa population était de 4 163 habitants en 2010.

## Situation - climat
Elle est située à 241 km d'Anchorage, sur la rivière Kenai, à 16 km du golfe de Cook.
Les températures moyennes vont de −14 °C à −4 °C en janvier et de 7 °C à 19 °C en juillet.

## Histoire
Son nom provient de celui donné au cours d'eau voisin par la population autochtone locale. En 1947, la construction de la Sterling Highway entre Copper Landing et Kenai s'achève et le pont qui traverse la rivière Kenai est édifié à Soldotna. La poste ouvre en 1949, suivie de plusieurs commerces. En 1957, du pétrole est découvert dans la région de la rivière Swanson, apportant une intensification de l'activité de la ville.
Soldotna possède un aéroport municipal et quelques pistes privées. C'est aussi le siège du Borough de la péninsule de Kenai.

## Démographie
| 1960 | 1970  | 1980  | 1990  | 2000  | 2010  |
| ---- | ----- | ----- | ----- | ----- | ----- |
| 332  | 1 202 | 2 320 | 3 482 | 3 759 | 4 163 |